# Izvorno hrvatski športovi
Popis športova koji su nastali u Hrvatskoj ili su Hrvati imali osnivačku ili pionirsku ulogu u razvoju športa u smislu da su direktno omogućili razvoj tog športa.

## Alka
- Dubrovačka alka
- Sinjska alka
- Trka na prstenac

- U Prelogu (Labuđa alka), Murskom Središću (Murska alka) i Donjem Vidovcu (Vidovska zlatarska alka) održava se "alka na vodi".[1][2] U Vodicama se od 2008. održava "alka na biciklima".[3][4] Od 2020. Ski klub Sinj organizira Ski-alku, odnosno skijašku alku.[5][6]

## Borilačke vještine / stilovi / sustavi

### Crobran
Hrvatska borilačka vještina koja je koncipirana 2011. godine. Inspiracija Crobrana su neandertalsko hrvanje, keltsko mačevanje, hrvatski križari koji su oslobađali Svetu zemlju, ubojiti srpovi, motike i krampovi boraca Matije Gupca, neustrašivost Nikole Šubića Zrinskog koji je kod Sigeta kosio Turke vitlajući buzdovanom u jednoj, sabljom u drugoj ruci, Trenkovi panduri te najviše hrabrost branitelja u Domovinskom ratu. Prakticira se proučavanje i uporaba glagoljice.

### Mugendo
Borilačka vještina rođena ?. Osnivači, pioniri i promotori bili su Japanac Meji Suzuki, Irac George Canning i Hrvat Petar Mijić. Bio je kolaborativni sustav borilačkih vještina koji je raskrsnuo s ukočenošću tradicionalnih borilačkih vještina. Dugački široki stavovi su ukinuti u zamjenu za prirodnije boksačke boksačke. Bruno Visentin bio je svjetski prvak u mugendu od 1987. do 1993.

## Coccoball
Šport je nastao prema opisu u knjizi Coccoball - bajka za odraslu djecu, crnu i bijelu iz 1999. pločanskog pisca i novinara Jasmina Brajlovića. Nastao je 2001. ili 2002. godine. Kolijevka športa je ušće Neretve, odnosno Ploče. Specifičnost športa je da žene obvezno sude muškarcima i obratno. Danas postoje tereni u Pločama, Umagu, Trogiru, Gradcu i Varaždinskim Toplicama. 2004. odigrana je i prva međunarodna utakmica; stranu ekipu su činili francuski vojnici SFOR-a.

## Dopisni šah
Iako se smatra da je nastao na Dalekom istoku prije novog doba (spominje se slonovska "pošta"), najstarije povijesno svjedočanstvo iz sredine XVII. stoljeća govori o dopisnom šahu između mletačkih i dubrovačkih trgovaca pa se Hrvatska smatra jednom od kolijevki dopisnog šaha u svijetu. Engleski orijentalist Thomas Hyde u djelu O istočnjačkim igrama (De ludis orientalibus) iz 1694. piše o dopisnom šahiranju mletačkih i hrvatskih trgovaca 1650. godine.

## Letenje wingsuit odijelom
Iako su prvi pokušaji i ideja tada bili stari skoro 90 godina, Hrvat Robert Pečnik je bio taj koji je 1999. komercijalizirao, odnosno omogućio serijsku proizvodnju wingsuit odijela. Odnosno on je izumitelj suvremenog wingsuit odijela. Doprinjeo je postavljanju legislative i osmišljanju sigurnosnih protokola. Danas je to jedan od najpopularnijih ekstremnih športova.

## Picigin
Nastao u Splitu kao modifikacija vaterpola oko 1908. godine. Danas je prepoznat i van granica Hrvatske. 

### Picigol
Razvio se kao varijacija picigina u kojoj je cilj postići gol. Gol je specifičan po tome što je podignut od zemlje, odnosno postoje i gornja i donja prečka uz lijevu i desnu stativu. Također postoji i dvoranska varijanta športa.

## Pljočkanje
Tradicijska igra i športsko nadmetanje pastira i običnog puka. U popisu nematerijalnih kulturnih dobara od 2016. godine. U Hrvatskoj postoje regionalni pljočkarski savezi te se od 90-ih održavaju natjecanja. Gotovo isključivo vezan uz Istru i Dalmaciju, ali postoje poklonici igre u kontinentalnoj Hrvatskoj, Sloveniji i Italiji.

## Pukalnica
Pukalnica se radi od bazge, a municija je lumber. Lumber je plod lovora koji raste samo na ženskom stablu lovora. Na komadu bazge srčika se izdubi i nastane škuja veličine ploda lumbera. Manig je dio s kojim se puca i radi se od jasena debljine škuje. Svjetsko prvenstvo va pukalnicah održava se od 2016. u Opatiji. Himna prvenstva je "Serenada Opatiji".

## Skakanje padobranom
Padobran je najpoznatiji izum, hrvatskog izumitelja i inženjera Fausta Vrančića te je prema povijesnim izvorima i testiran 1617. u Veneciji.

### BASE skakanje
Iako za to nema pisanih dokaza, pretpostavlja se da je Faust Vrančić kao 65-godišnjak izveo prvi uspješni BASE skok.

## Škraping
Škraping je jedinstvena internacionalna treking utrka po oštrom otočkom kamenju i gustom raslinju. Spada u ekstremnih športova i pustolovnih utrka. Prva je održana 2006. godine.

## Time tennis
Vremenski ograničen, muškarci i žene nastupaju kao dio istog tima.

## Zoga falu
Šport sličan američkom rukometu uglavnom se igra na otoku Hvaru.

## Kartaške igre
- Croatia a la carte, gastronomska kartaška igra i kuharica u jednome
- Uskoci (kartaška igra)[17]

## Zanimljivosti
- Naziv za "francuske igraće karte" u Zagori je hrvatice.